# Sommosse di Gordon

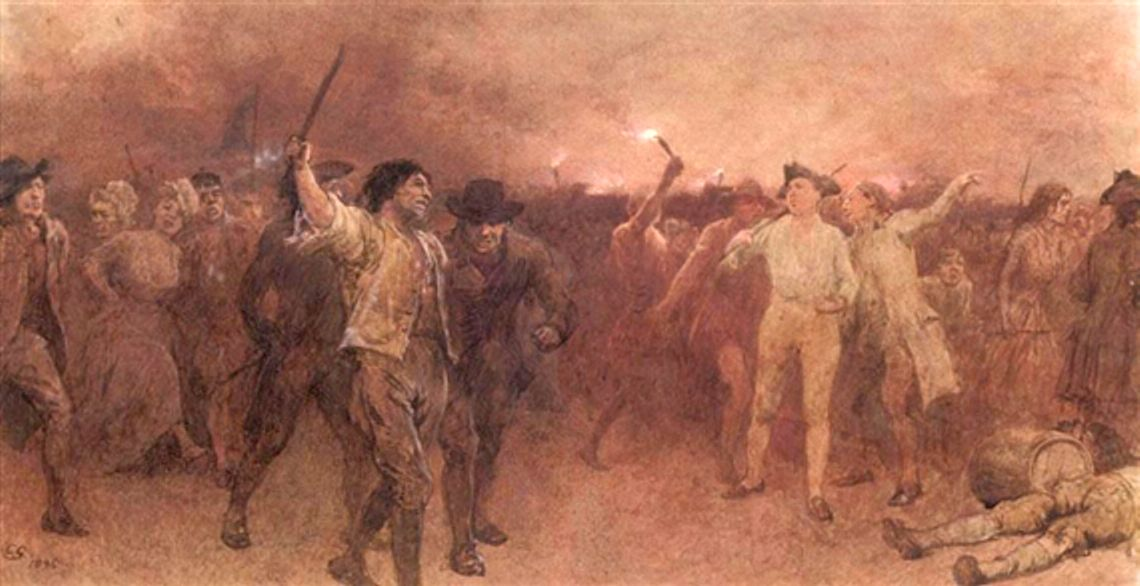
Charles Green: Le sommosse di Gordon

Le sommosse di Gordon (in inglese, Gordon Riots) furono una serie di violente manifestazioni avvenute a Londra dal 2 al 9 giugno 1780 per protesta contro l'emanazione del Catholic Relief Act del 1778, che aveva attenuato la discriminazione dei diritti civili già prevista contro la minoranza cattolica dal Popery Act del 1698. Il movimento prese nome da lord George Gordon, che ne fu il principale ispiratore.
Il carattere religioso delle proteste assunse ben presto, contro la volontà degli organizzatori, la forma di una violenta protesta sociale che si espresse nel saccheggio e nella distruzione delle case dei ceti privilegiati della città. Le sommosse provocarono centinaia di morti e furono represse nel sangue dalle autorità inglesi.

## Gli antefatti

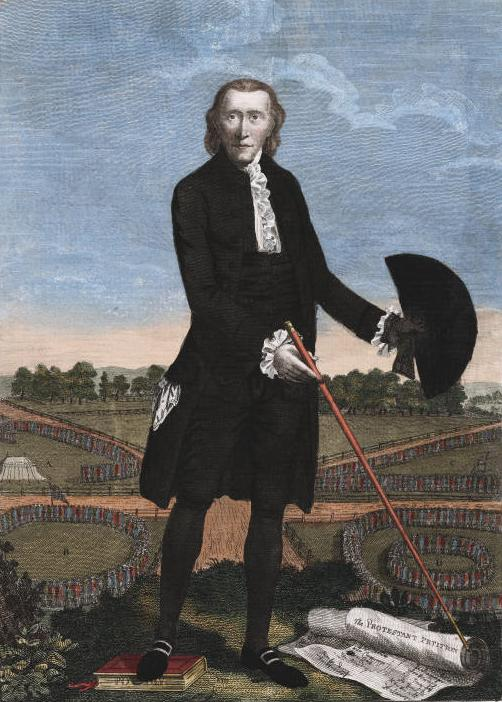
Lord George Gordon

Dal 1773 le colonie inglesi del Nord America si erano rivoltate contro la madrepatria. Nel 1776 avevano proclamato l'indipendenza, nel 1777 avevano ottenuto una grande vittoria a Saratoga e nel 1778 si erano alleate con la Francia. Il timore di un'invasione francese dell'Irlanda aveva spinto il governo inglese a concedere l'arruolamento volontario anche ai cattolici irlandesi, già esclusi perché giudicati non fidati, e questi avevano chiesto in cambio l'abolizione del Bill of Text, che li escludeva dal diritto di esercitare pubbliche funzioni. La richiesta fu accolta dal governo.
Nel 1778 il parlamentare inglese sir George Savile (1726–1784) fece approvare all'unanimità il Catholic Relief Act, con il quale si abrogavano le norme del Popery Act che prevedevano il carcere a vita per i cattolici che tenessero scuola e vietavano loro il diritto di ereditare e acquistare terre. Tali condizioni più favorevoli venivano riservate a quei cattolici che avessero giurato fedeltà alla corona britannica e avessero rinunciato alla giurisdizione papale nelle cause civili. La proposta di legge, che riguardava i soli sudditi cattolici dell'Inghilterra e del Galles e che comunque non concedeva loro tutti i diritti civili accordati ai sudditi protestanti, entrò in vigore il 3 giugno 1778.
Quando in Parlamento s'iniziò a discutere dell'estensione della legge alla Scozia, scoppiarono tumulti a Edimburgo e a Glasgow, dove il 2 febbraio 1779 vennero distrutte cappelle cattoliche e saccheggiate case e negozi di cattolici. I presbiteriani scozzesi formarono un comitato contro la legge Savile, imitati dagli anglicani inglesi, che nel novembre del 1779 costituirono un analogo comitato, eleggendovi alla presidenza lord George Gordon.

## Le sommosse

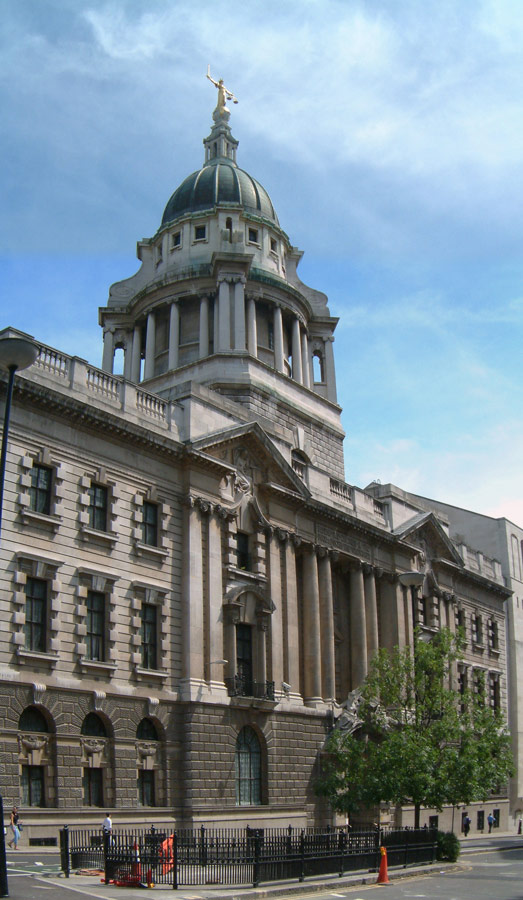
La prigione dell'Old Bailey

Questi convocò per il 2 giugno 1780 una manifestazione a Londra, in piazza Saint George, nel quartiere di Southwark, per raccogliere le firme di una petizione da presentare al Parlamento per ottenere l'abrogazione del Catholic Relief Act. La petizione raccolse 44.000 firme e fu portata alla Camera dei Comuni. I deputati, di fronte all'atteggiamento minaccioso dei manifestanti, rinviarono la discussione al 6 giugno.
I dimostranti, resi furiosi dal comportamento della Camera, si sparsero per le strade, dando l'assalto alle cappelle cattoliche. A Londra non esistevano chiese cattoliche, vietate fin dai primi anni del XVII secolo: esistevano però luoghi di culto all'interno delle ambasciate dei paesi cattolici. La cappella dell'ambasciata del Regno di Sardegna fu assalita e distrutta. Fu poi la volta di quella dell'ambasciatore di Baviera.
Il 4 giugno ripresero le manifestazioni, con nuovi incidenti. Il 5 giugno furono devastate alcune case e una cappella irlandese, e sir Savile fu minacciato. Il giorno dopo i manifestanti si adunarono davanti al Parlamento, che doveva discutere della loro petizione. Dispersi da una carica di cavalleria, si ritrovarono al Covent Garden e diedero fuoco a una stazione di polizia. La sera attaccarono la prigione dell'Old Bailey, liberando i detenuti, e altre case, compreso il palazzo del conte di Mansfield, noto per le sue idee liberali, che fu bruciato con tutta la sua preziosa biblioteca.
Il 7 giugno, ricordato come il «mercoledì nero», le violenze raggiunsero il culmine. Furono saccheggiate e distrutte molte case e incendiata la distilleria Langdale, di proprietà di un cattolico. Qui il fuoco, alimentato dall'alcool, si estese rapidamente alle case vicine e a tutto il quartiere, provocando la morte di un centinaio di persone. Furono assalite le prigioni di Fleet Street, di King's Bench, di Marshalsea, la New Goal, e la casa correzionale di Surrey. Furono distrutti gli alloggi degli esattori del ponte dei Blackfriars, che era allora un ponte a pedaggio sul Tamigi, mentre un assalto alla Banca d'Inghilterra fu respinto.
Soltanto il giorno dopo le autorità si organizzarono per reprimere la sommossa, chiamando gli abitanti alla difesa delle loro proprietà e chiedendo la collaborazione della London Military Association, formata da volontari. Vi furono nuovi incendi, specialmente nel popolare quartiere di Southwark ma anche numerosi arresti di manifestanti, e un nuovo attacco alla Banca d'Inghilterra fu respinto. Il 9 giugno fu arrestato lord Gordon e il 10 giugno gli incidenti ebbero termine.
Negli incendi perirono probabilmente alcune centinaia di persone. Più preciso è il calcolo delle altre vittime: la repressione della polizia e dell'esercito provocò tra i manifestanti 285 morti e 173 feriti. Furono arrestate 450 persone e ne furono processate 160: 62 furono condannate a morte, per 37 delle quali la pena capitale fu commutata in pena detentiva. Dei 25 giustiziati, vi furono quattro donne e un ragazzo. Tra indennità e ricostruzioni, il governo spese circa centomila sterline, ricavate dall'imposizione di una tassa straordinaria.
Lord Gordon fu processato per alto tradimento dalla Corte del Banco del Re il 5 febbraio 1781: difeso da un avvocato liberale destinato a notevole fama, Thomas Erskine (1750-1823), fu assolto, perché si ritenne che egli non avesse mai avuto l'intenzione di provocare incidenti e che, scavalcato da gruppi di agitatori, il movimento da lui promosso gli fosse sfuggito di mano. Il segretario dell'associazione protestante, lord Fisher, non fu nemmeno inquisito. L'opinione pubblica del tempo si pose allora il problema di individuare i reali protagonisti delle sommosse e le cause che le avevano originate.

## Le cause dei tumulti

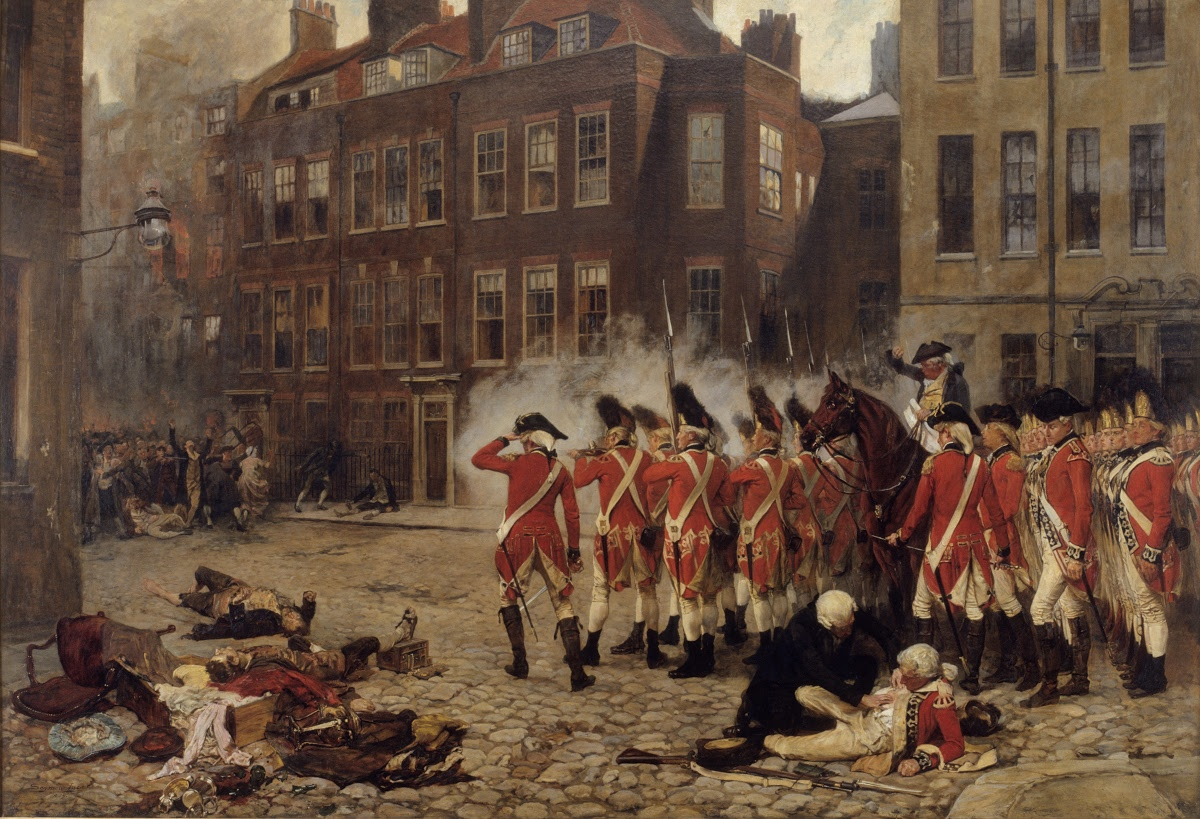
Seymour Lucas: La repressione dei tumulti

L'opposizione dei whigs accusò il governo conservatore di lord North di aver tollerato per giorni i disordini, in modo da giustificare la necessità di un intervento militare, imporre la legge marziale e instaurare un regime autoritario. Quest'accusa fu sostenuta anche in ambienti francesi. Tutto questo non accadde, ma certamente il governo, in gravi difficoltà per le sconfitte subite dall'Inghilterra in America, uscì rafforzato per aver soffocato con durezza le manifestazioni.
Durante le sommosse furono attaccate le case di esponenti politici di diverso orientamento: quelle del primo ministro, del primo lord dell'Ammiragliato lord Sandwich, degli arcivescovi di Canterbury e di York, tutti tories, e quelle dei whigs lord Savile, del marchese di Rockingham, di lord Dunning, di Edmund Burke. Se non appare credibile il coinvolgimento del governo nei tumulti, nemmeno l'accusa opposta, formulata dai conservatori contro i radicali, di aver fomentato i disordini, appare sostenibile. Il leader radicale John Wilkes fu tra i volontari che si adoperarono nella repressione. Secondo un cliché consolidato, altre accuse riguardarono presunti agenti provocatori provenienti dalla Francia e dall'America.
Lo scrittore Horace Walpole notò che i manifestanti assalirono soprattutto le case dei ricchi e le prigioni, escludendo che all'origine dei tumulti vi fosse una causa d'ordine religioso: «Il papa non ha di che allarmarsi: i manifestanti pensarono più a saccheggiare i beni della loro stessa comunità che ad assalire il gregge di Sua Santità». In effetti si è calcolato che la maggior parte delle case saccheggiate non appartenevano a cattolici e che erano tutte abitazioni di gente benestante, appartenente alla nobiltà e all'alta borghesia. Sembra perciò che l'iniziale fisionomia religiosa delle manifestazioni - anti-cattolica nonché anti-irlandese - abbia assunto, a partire dal 6 giugno, un carattere sociale.
Lo dimostrerebbero, oltre i saccheggi delle case, l'assalto alla Banca d'Inghilterra, agli esattori del ponte dei Frati Neri e al carcere per debitori di Marshalsea. Poiché i manifestanti arrestati erano in gran parte operai, artigiani e piccoli commercianti, questi avrebbero espresso così la loro rabbia per la diseguaglianza sociale della quale si sentivano vittime, e il carattere spontaneo e non organizzato delle manifestazioni più violente sarebbe dimostrato dal fatto che queste cessarono immediatamente quando le autorità passarono decisamente all'azione repressiva.
Nobili e borghesi protestanti, che avevano promosso le prime manifestazioni di protesta, abbandonarono il movimento quando si resero conto che questo finiva per minacciare i loro interessi, e si attivarono per soffocarlo costituendo milizie volontarie in appoggio alla polizia e all'esercito. Il governo temette che la protesta si trasformasse in rivoluzione, estendendosi alle campagne, «dove molti contadini erano stati privati delle loro terre e ridotti alla condizione di braccianti. Si temette una sollevazione di questi braccianti agricoli contro i grossi proprietari terrieri, sollevazione che avrebbe assunto l'aspetto di una jacquerie».